# Karl Winnacker
Karl Winnacker (Barmen, 1 de setembro de 1903 — Königstein im Taunus, 5 de junho de 1989) foi um químico e empresário da indústria química alemão.

## Publicações
- Nie den Mut verlieren. Erinnerungen an Schicksalsjahre der deutschen Chemie. Econ, München 1983. ISBN 3430197902
- Chemische Technik, Band 1 bis 6
- Chemische Technologie, Band 1 bis 6
- Karl Winnacker / Karl Wirtz: Das unverstandene Wunder. Kernenergie in Deutschland. Econ, Düsseldorf-Wien 1975. ISBN 3-430-19792-9
- Schicksalsfrage Kernenergie. Econ, München 1978. ISBN 3-430-19793-7